# Korpisaaret (ö i Päijänne-Tavastland)
Korpisaaret är en ö i Finland. Den ligger i sjön Päijänne och i kommunen Padasjoki i den ekonomiska regionen  Lahtis ekonomiska region  och landskapet Päijänne-Tavastland, i den södra delen av landet, 150 km norr om huvudstaden Helsingfors. Öns area är 1 hektar och dess största längd är 220 meter i öst-västlig riktning.  Notera att namnet antyder att det är fråga om flera öar.